# Campeonato Paulista de Futebol de 1965 - Segunda Divisão
O Campeonato Paulista de Futebol de 1965 - Segunda Divisão foi a 12.ª edição da competição de futebol de São Paulo equivalente ao terceiro nível do futebol do estado. O campeão foi o Esporte Clube São José.

## Histórico
Na época, o campeonato chamado de Segunda Divisão era equivalente a terceira. O futebol estadual era dividido entre a divisão Especial, hoje A1; a Intermediária, atualmente A2; a Segunda e a Terceira divisão, respectivamente, A3 e Segundona.
A primeira fase foi disputada em 1965 e a segunda em abril de 1966.
O campeão São José fez 24 jogos, divididos entre 17 vitórias, quatro empates e três derrotas.

## Premiação
| Campeonato Paulista de 1965 - Segunda Divisão |
| --------------------------------------------- |
| São José Campeão (1º título)                  |